# Jan Marinus Wiersma
Jan Marinus Wiersma (n. 26 august 1951, Groningen, Țările de Jos) este un om politic social-democrat neerlandez, membru al Partij van de Arbeid.

## Cariera politică
În perioada 1999-2004 a fost membru al Parlamentului European din partea Țărilor de Jos.
1. ↑  Deputații în Parlamentul European